# Папура, Андрей Фёдорович
Андрей Фёдорович Папура (12 декабря 1907, Андроповский муниципальный район, Ставропольский край — 12 ноября 1977, Минеральные Воды, Ставропольский край) — железнодорожник, Герой Социалистического Труда (1943).

## Биография
Андрей Папура родился 12 декабря 1907 года на территории современного Нагутского района Ставропольского края. После гибели в Гражданскую войну отца работал батраком. С 1926 года работал на Минераловодской и Котляревской дистанциях связи Орджоникидзевской железной дороги.
В годы Великой Отечественной войны Папура участвовал в обороне города Майский, а после его оккупации остался в местном подполье, помогал эвакуировать важное оборудование в Грозный. Во время Сталинградской битвы Папура участвовал в подрыве мостов в оккупированной Ростовской области, уничтожении вражеских линий связи и железнодорожного полотна. После освобождения Котляревской Папура вернулся к своей прежней работе. За достаточно короткое время на участке длиной 90 километров он успешно восстановил 8 семафоров и восстановил ряд телеграфных столбов.
Указом Президиума Верховного Совета СССР от 5 ноября 1943 года за «особые заслуги в обеспечении перевозок для фронта и народного хозяйства и выдающиеся достижения в восстановлении железнодорожного хозяйства в трудных условиях военного времени» Андрей Папура был удостоен высокого звания Героя Социалистического Труда с вручением ордена Ленина и медали «Серп и Молот».
После окончания Харьковского железнодорожного техникума некоторое время работал в городе Прохладный. С 1951 года он руководил Кизлярской дистанцией сигнализации и связи. С 1968 года — на пенсии. Проживал в городе Минеральные Воды. Умер 12 ноября 1977 года, похоронен на аллее Героев Минераловодского городского кладбища.
Дважды Почётный железнодорожник. Был также награждён рядом медалей.